# Andrena nasuta
Andrena nasuta là một loài Hymenoptera trong họ Andrenidae. Loài này được Giraud mô tả khoa học năm 1863.